# Per qualche dollaro in più
Thêm vài đô la lẻ (tiếng Ý: Per qualche dollaro in più) là một trong bộ ba (trilogy) của đạo diễn Sergio Leone, chiếu lần đầu tiên tại châu Âu năm 1965 và tại Mỹ năm 1967.

## Nội dung
Phim mở đầu bằng dòng chữ:
"Trong khi sự sống chẳng có giá trị gì cả, cái chết đôi lúc lại có giá. Vì vậy mà những kẻ săn người đã xuất hiện..." (tiếng Anh: While life had no value, Death, sometimes, had its price. That is why the bounty killers appeared).
Hai tay súng thiện xạ Monco và Đại tá Mortimer gặp gỡ nhau tại miền Tây Texas khi đang theo đuổi hai mục đích khác nhau. Monco lùng cướp để lấy tiền thưởng còn Mortimer thì vì một mối tư thù riêng.
Mortimer đến Tucumcuri, New Mexico để hạ sát tên cướp tên là Guy Callaway với số tiền thưởng một ngàn Mỹ kim. Monco đến White Rock giết tên Red Canagh với giá hai ngàn Mỹ kim. Cả hai đụng độ nhau tại El Paso, Texas trong việc truy lùng tên El Indio với giá treo thưởng mười ngàn Mỹ kim. Và việc truy lùng này đã kéo dài cho đến hết bộ phim. El Indio đang toan tính cướp ngân hàng El Paso, mà thời đó là một ngân hàng rất uy tín, được bảo mật rất kỹ càng, và nhất là chứa đựng một số tiền tồn khố khổng lồ. El Indio là một tên cướp gan dạ, tàn nhẫn, gian hùng và mưu mô; dưới tay y còn có mười ba thuộc hạ khác.
Vì vậy thanh toán bọn El Indio không phải là một công việc dễ dàng. Để thực hiện điều đó, Monco và Mortimer đã đồng ý cộng tác làm việc chung, ăn chia đều. Monco sẽ trà trộn vào đám cướp còn Mortimer sẽ bao vòng ngoài. Mục đích của Monco là kiếm thêm "ít đô-la nữa". Trước kia El Indio đã hãm hiếp em gái của Mortimer, sau khi giết chết chồng cô, khiến cô này phải tự sát vì nhục nhã. Vì vậy mà trong việc hợp tác này Mortimer muốn chính tay mình hạ sát El Indio để rửa mối thù xưa.
Để trà trộn vào đám cướp, Monco đã tìm cách cứu Sancho, là một bạn thân của El Indio, và đưa tận tên này đến sào huyệt. El Indio cùng thuộc hạ cướp ngân hàng El Paso thành công một cách ngoạn mục và lấy được cái tủ sắt đựng tiền và cả bọn kéo về miền Agua Caliente (Ôn Tuyền) theo chỉ thị của El Indio để cho tình hình lắng dịu. Trước đó Monco tính dẫn bọn cướp đi về miệt bắc trái ngược với dự tính đã thỏa thuận với Mortimer là thay vì đi về miệt nam. Tuy nhiên Mortimer đã đoán trước ra sự bất đồng của Monco cũng như ý định của El Indio và đã dến Agua Caliente để đón đường trước. Đụng độ bọn El Indio, Mortimer đề nghị mở cái tủ sắt với giá năm ngàn đô và El Indio đồng ý nhưng với điều kiện là phải đợi một tháng sau mới giao tiền. Thế là cả bọn đóng trại. Nửa đêm Monco chờ cho cả bọn ngủ hết lẻn vào nhà kho để đánh cắp số tiền kia, nhưng không ngờ Mortimer đã đến trước chực sẵn với cái túi đã nhồi tiền và giao hết cho Monco. Và sau đó cả hai toan trốn thoát. Nhưng việc bị bại lộ, cả hai bị một trận đòn hội đồng nhừ tử và bị trói giam.
Bất ngờ El Indio âm thầm cho thả Monco và Mortimer rồi vu khống cho một đàn em, và sau đó ra lệnh cho cả bọn theo truy lùng. Ý đồ của y là để cho hai bên tàn sát nhau theo chiến thuật "lưỡng bại câu thương, đồng qui ư tận" và sau đó y sẽ ôm hết số tiền kia mà hưởng trọn một mình. Một tên đàn em tên Grossy đã tinh ý quay ngược lại dùng súng ép El Indio mở tủ sắt. Trong đó rỗng tuếch. Trong khi đó bên ngoài Monco và Mortimer đã hạ sát hết những tên ra truy lùng, buộc lòng Grossy phải giao súng lại cho El Indio.
Phim kết thúc với màn đấu súng quen thuộc của đạo diễn Sergio Leone trong tiếng nhạc ai oán và gay cấn hồi hộp của Ennio Morricone. Mortimer giết chết El Indio rửa được mối thù cho em gái mình và nhường hết số tiền của bọn cướp cho Monco với câu trả lời "thôi để lần sau đi", sau khi Monco đề nghị chia số tiền kia ra làm hai.

## Diễn viên
- Clint Eastwood trong vai Monco
- Lee van Cleef trong vai Đại tá Douglas Mortimer
- Gian Maria Volontè trong vai El Indio
- Klaus Kinski trong vai Wild

## Nhân vật
Monco
Mục đích là kiếm tiền "cho vài đô la nữa" để buông súng rồi về hưu sống an nhàn. Mang tên tiếng Ý với nghĩa khôi hài là kẻ khuyết tật, Monco hút xì gà bằng tay trái, và thậm chí chia bài cũng bằng một tay này, để cho tay phải thuận tiện trong việc rút súng. Là một kẻ gan lì, nhưng Monco ích kỷ, sẵn sàng nuốt lời trong việc hứa hẹn: bỏ sự hợp tác chung với Mortimer và thay đổi những kế hoạch đã thỏa thuận. Nửa đêm tính đánh cắp số tiền từ bọn cướp. Trong lúc so tài với Mortimer, Monco có ý định diệt trừ Mortimer là đàng khác: Monco bắn tung bay xa cái mũ của Mortimer bốn lần, đến viên thứ năm thứ sáu thì hụt đạn. Monco nạp thêm hai viên bắn Mortimer từ đàng xa mà không cần nhắm, chứng tỏ Monco bất cẩn, khinh suất, nóng nảy và xem thường tính mạng của Mortimer. Nhưng sau đó Monco nói với Mortimer rằng "tôi chỉ nhắm bắn cái mũ của ông mà thôi". Tuy nhiên Monco vẫn là một con người sòng phẳng và đứng về phía công lý.
Mortimer
Nghiêm chỉnh từ lối phục sức đến phong cách. Mặc áo chùng đen, đội mũ đen, cưỡi ngựa đen. Phong cách ngang tàng, ăn nói nghiêm nghị và chắc nịch. Tất cả đều chải chuốt và gọn ghẽ. Khác với vai xấu trong Il buono, il brutto, il cattivo, Mortimer trong phim này là một vai hào hiệp và độ lượng. Trừ gian diệt bạo và cư xử hết lòng với bạn. Trong ba tay thiện xa, Mortimer già giặn, thông suốt nhất và đoán được ý định của người khác.
El Indio
Một tên cướp khá nguy hiểm: tinh ý, tàn nhẫn, háo sắc, và giết người không gớm tay. Phi nhân sẵn sàng thanh toán thuộc hạ bất cứ lúc nào. Y có nụ cười rất man rợ và cái nhìn rất thị uy. Tuy nguy hiểm thủ đoạn nhưng đường đi nước bước của El Indio vẫn là con đường gian tà không bền vững.
Wild
Tên cướp gù lưng, một thuộc hạ của El Indio. Ngoài ba nhân vật chính trên, vai phụ Wild biểu diễn được hai pha khá ngoạn mục. Lúc ngồi trong quầy rượu tại El Paso bị Mortimer đánh diêm vào mặt, y từ từ quay lại, bắp thịt trên gò má trái co giật vì tức giận đến cực điểm. Với mái lóc vàng óng và cặp mắt xanh lộ vẻ dã man, Wild là một vai phụ rất bắt mắt. Lần sau tái ngộ với Mortimer tại Agua Caliente, y đắc ý reo lên, "chà, chà, chà, có phải là kẻ hút điếu ở El Paso không này? Hãy đứng dậy đếm một hai ba ngay!". Vừa xong tiếng thứ ba thì Wild bị Mortimer bắn gục.